# Grammoptera gracilis
Grammoptera gracilis là một loài bọ cánh cứng trong họ Cerambycidae.